# Fast sichere Konvergenz
Die fast sichere Konvergenz, auch P-fast sichere Konvergenz oder fast sichere punktweise Konvergenz ist ein Begriff aus der Wahrscheinlichkeitstheorie, einem Teilgebiet der Mathematik. Die fast sichere Konvergenz ist neben der Konvergenz im p-ten Mittel, der stochastischen Konvergenz und der Konvergenz in Verteilung einer der vier wichtigsten Konvergenzbegriffe für Folgen von Zufallsvariablen und ist das wahrscheinlichkeitstheoretische Pendant zur Konvergenz fast überall der Maßtheorie. Die fast sichere Konvergenz findet beispielsweise Verwendung bei der Formulierung des starken Gesetzes der großen Zahlen.

## Definition

### Allgemeiner Fall
Sei {\displaystyle (\Omega ,{\mathcal {A}},P)} ein Wahrscheinlichkeitsraum  und {\displaystyle (M,d)} ein separabler, metrischer Raum (wie zum Beispiel der {\displaystyle \mathbb {R} ^{n}} ) versehen mit der Borelschen σ-Algebra {\displaystyle {\mathcal {B}}(M)} sowie  {\displaystyle X,X_{n}} Zufallsvariablen von {\displaystyle (\Omega ,{\mathcal {A}},P)} nach {\displaystyle (M,{\mathcal {B}}(M))}.
Die Folge von Zufallsvariablen {\displaystyle (X_{n})_{n\in \mathbb {N} }} konvergiert dann fast sicher oder P-fast sicher gegen {\displaystyle X}, wenn eine Menge {\displaystyle N\in {\mathcal {A}}} existiert mit {\displaystyle P(N)=0} und
{\displaystyle \lim _{n\to \infty }d(X(\omega ),X_{n}(\omega ))=0}
für alle {\displaystyle \omega \in \Omega \setminus N}. Man schreibt dann auch {\displaystyle X_{n}{\xrightarrow[{}]{f.s.}}X}, {\displaystyle X_{n}{\xrightarrow[{}]{P{\text{-f.s.}}}}X} oder {\displaystyle X_{n}\rightarrow X\;P}-f.s.

### Für reelle Zufallsvariablen
Alternativ findet sich für reelle Zufallsvariablen auch die Formulierung, dass die Zufallsvariablen genau dann fast sicher konvergieren, wenn
{\displaystyle P\left(\{\omega \in \Omega \colon \lim _{n\to \infty }X_{n}(\omega )=X(\omega )\}\right)=1}
ist.

## Beispiele
Betrachte als Beispiel die Grundmenge der reellen Zahlen im Intervall von 0 bis 1, also {\displaystyle \Omega =[0,1]}, versehen mit der Borelschen σ-Algebra {\displaystyle {\mathcal {B}}([0,1])}. Das Wahrscheinlichkeitsmaß {\displaystyle P} sei das Diracmaß auf der 1, also
{\displaystyle \delta _{1}(A):={\begin{cases}1\ ,&{\text{falls }}1\in A\ ,\\0\ ,&\mathrm {sonst} \ .\end{cases}}}
für {\displaystyle A\in {\mathcal {B}}([0,1])}. Gegeben seien zwei Zufallsvariablen von {\displaystyle ([0,1],{\mathcal {B}}([0,1]),\delta _{1})} nach {\displaystyle ([0,1],{\mathcal {B}}([0,1]))} definiert durch
{\displaystyle X(\omega ):={\begin{cases}1&{\text{falls }}\omega =1\\0&{\text{sonst}}\end{cases}}}.
und
{\displaystyle Y(\omega ):=0{\text{ für alle }}\omega \in [0,1]}
Eine Folge von Zufallsvariablen sei definiert durch
{\displaystyle X_{n}(\omega ):=\left(1-{\tfrac {1}{n}}\right)\chi _{[0,1)}(\omega )}.
Dabei bezeichnet {\displaystyle \chi } die charakteristische Funktion.
Die Folge von Zufallsvariablen {\displaystyle (X_{n})_{n\in N}} konvergiert für {\displaystyle n} gegen unendlich für jedes {\displaystyle \omega \in [0,1)} gegen 1 und für {\displaystyle \omega =1} gegen 0. Demnach ist
{\displaystyle \{\omega \in \Omega |\lim _{n\to \infty }X_{n}(\omega )=X(\omega )\}=\emptyset },
daher konvergieren die {\displaystyle X_{n}} nicht fast sicher gegen {\displaystyle X(\omega )}, da für jedes Wahrscheinlichkeitsmaß {\displaystyle P(\emptyset )=0} gilt. Es ist aber
{\displaystyle \{\omega \in \Omega \colon \lim _{n\to \infty }X_{n}(\omega )=Y(\omega )\}=\{1\}}
Da aber {\displaystyle \delta _{1}(\{1\})=1} ist, konvergieren die {\displaystyle X_{n}} fast sicher gegen {\displaystyle Y}, obwohl die punktweise Konvergenz nur in einem einzigen Punkt stattfindet. Dieser wird aber durch das Diracmaß maximal gewichtet.

## Eigenschaften
Die fast sichere Konvergenz der Folge {\displaystyle (X_{n})_{n\in \mathbb {N} }} ist äquivalent dazu, dass
{\displaystyle P\left(\bigcup _{m=n}^{\infty }\left\{\omega \in \Omega \,|\,\vert X_{m}-X\vert \geq \epsilon \right\}\right){\xrightarrow[{}]{n\to \infty }}0}
gilt. Mit der Bonferroni-Ungleichung erhält man dann das folgende hinreichende Kriterium für die fast sichere Konvergenz:
{\displaystyle \sum _{m=1}^{\infty }P(|X-X_{m}|\geq \epsilon )\quad <\infty }
für alle {\displaystyle \epsilon >0}. Die Terme der Form {\displaystyle P(|X-X_{m}|\geq \epsilon )} können dann beispielsweise mit der Markow-Ungleichung abgeschätzt werden.

## Beziehung zu anderen Konvergenzarten der Stochastik
Allgemein gelten für die Konvergenzbegriffe der Wahrscheinlichkeitstheorie die Implikationen
{\displaystyle {\begin{matrix}{\text{Fast sichere}}\\{\text{Konvergenz}}\end{matrix}}\implies {\begin{matrix}{\text{Konvergenz in}}\\{\text{Wahrscheinlichkeit}}\end{matrix}}\implies {\begin{matrix}{\text{Konvergenz in}}\\{\text{Verteilung}}\end{matrix}}}
und
{\displaystyle {\begin{matrix}{\text{Konvergenz im}}\\{\text{p-ten Mittel}}\end{matrix}}\implies {\begin{matrix}{\text{Konvergenz in}}\\{\text{Wahrscheinlichkeit}}\end{matrix}}\implies {\begin{matrix}{\text{Konvergenz in}}\\{\text{Verteilung}}\end{matrix}}}.
Die Fast sichere Konvergenz ist also einer der starken Konvergenzbegriffe der Wahrscheinlichkeitstheorie. In den unten stehenden Abschnitten sind die Beziehungen zu den andere Konvergenzarten genauer ausgeführt. 

### Konvergenz in Wahrscheinlichkeit
Aus der fast sicheren Konvergenz folgt die Konvergenz in Wahrscheinlichkeit. Um dies zu sehen, definiert man die Mengen
{\displaystyle B_{N}:=\{\omega \in \Omega \colon \vert X_{n}-X\vert <\epsilon \quad \forall n\geq N\}{\text{ und }}B:=\bigcup _{i=1}^{\infty }B_{i}}.
Die {\displaystyle B_{N}} bilden eine monoton wachsende Mengenfolge, und die Menge {\displaystyle B} enthält die Menge
{\displaystyle A:=\{\omega \in \Omega \colon \lim _{n\to \infty }X_{n}=X\}}
der Elemente, auf denen die Folge punktweise konvergiert. Nach Voraussetzung ist {\displaystyle P(A)=1} und damit auch {\displaystyle P(B)=1} und demnach {\displaystyle \lim _{N\to \infty }P(B_{N})=1}. Durch Komplementbildung folgt dann die Aussage.
Die Umkehrung gilt aber im Allgemeinen nicht. Ein  Beispiel hierfür ist die Folge von unabhängigen Bernoulli-verteilten Zufallsvariablen zum Parameter {\displaystyle {\tfrac {1}{n}}}, also {\displaystyle X_{n}\sim \operatorname {Ber} _{\frac {1}{n}}}. Dann ist 
{\displaystyle \lim _{n\to \infty }P(|X_{n}|\geq \epsilon )=0}
für alle {\displaystyle \epsilon >0} und somit konvergiert die Folge in Wahrscheinlichkeit gegen 0. Die Folge konvergiert aber nicht fast sicher, man zeigt dies mit dem hinreichenden Kriterium für fast sichere Konvergenz und dem Borel-Cantelli-Lemma.
Bedingungen, unter denen aus der Konvergenz in Wahrscheinlichkeit die fast sichere Konvergenz folgt sind:
- Die Konvergenzgeschwindigkeit der Konvergenz in Wahrscheinlichkeit ist ausreichend schnell, sprich es gilt

{\displaystyle \sum _{i=1}^{\infty }P(\vert X_{i}-X\vert \geq \epsilon )<\infty }.
- Der Grundraum {\displaystyle \Omega } lässt sich als abzählbare Vereinigung von μ-Atomen darstellen. Dies ist bei Wahrscheinlichkeitsräumen mit höchstens abzählbarer Grundmenge immer möglich.
- Ist die Folge der Zufallsvariablen fast sicher streng monoton fallend und konvergiert in Wahrscheinlichkeit gegen 0, so konvergiert die Folge fast sicher gegen 0.

Allgemeiner besitzt jede in Wahrscheinlichkeit konvergierende Folge eine Teilfolge, die fast sicher konvergiert.

### Konvergenz in Verteilung
Die Skorochod-Darstellung trifft eine Aussage darüber, unter welchen Bedingungen aus der Konvergenz in Verteilung auf die fast sichere Konvergenz geschlossen werden kann.

### Konvergenz im p-ten Mittel
Im Allgemeinen folgt aus der Konvergenz im p-ten Mittel nicht die fast sichere Konvergenz. Betrachtet man beispielsweise eine Folge von Zufallsvariablen mit
{\displaystyle P(X_{n}=0)=1-P(X_{n}=1)=1-{\tfrac {1}{n}}},
so ist für alle {\displaystyle p>0}
{\displaystyle \operatorname {E} (|X_{n}|^{p})=P(X_{n}=1)={\tfrac {1}{n}}},
was gegen null konvergiert. Somit konvergieren die Zufallsvariablen im {\displaystyle p}-ten Mittel gegen 0. Jedoch kann die Abhängigkeits-Struktur der {\displaystyle X_{n}} untereinander (das heißt das Zusammenspiel der Träger der {\displaystyle X_{n}} in {\displaystyle \Omega }) so gestaltet sein, dass die {\displaystyle X_{n}} nicht fast sicher konvergieren. Ein ähnliches aber detaillierteres und konkreteres Beispiel ist im Artikel Konvergenz (Stochastik) zu finden.
Konvergiert allerdings eine Folge von Zufallsvariablen {\displaystyle (X_{n})_{n\in \mathbb {N} }} im p-ten Mittel gegen {\displaystyle X} und gilt
{\displaystyle \sum _{n=1}^{\infty }\operatorname {E} (|X_{n}-X|^{p})<\infty },
dann konvergiert die Folge auch fast sicher gegen {\displaystyle X}. Die Konvergenz muss also „schnell genug“ sein. (Alternativ kann man auch nutzen, dass bei Gültigkeit des Konvergenzsatz von Vitali die Konvergenz nach Wahrscheinlichkeit und die fast sichere Konvergenz zusammenfallen. Sind somit die Voraussetzungen dieses Satzes erfüllt, so folgt aus Konvergenz im {\displaystyle p}-ten Mittel die fast sichere Konvergenz, da aus der Konvergenz im {\displaystyle p}-ten Mittel automatisch die Konvergenz in Wahrscheinlichkeit folgt.)
Umgekehrt folgt aus der fast sicheren Konvergenz auch nicht die Konvergenz im {\displaystyle p}-ten Mittel. Betrachtet man beispielsweise auf dem Wahrscheinlichkeitsraum {\displaystyle ([0,1],{\mathcal {B}}([0,1]),{\mathcal {U}}_{[0,1]})} die Zufallsvariablen
{\displaystyle X_{n}(\omega )=n^{2}\cdot \mathbf {1} _{\left[0,{\tfrac {1}{n}}\right]}(\omega )},
so konvergiert diese für {\displaystyle \omega \in (0,1]} punktweise gegen 0  und damit auf ganz {\displaystyle [0,1]} fast sicher gegen 0 ({\displaystyle {\mathcal {U}}_{[0,1]}} bezeichnet hier die Gleichverteilung auf {\displaystyle [0,1]}).
Es ist aber {\displaystyle \operatorname {E} (|X_{n}|^{p})=n^{2p-1}} und die Folge ist demnach unbeschränkt für alle {\displaystyle p\geq 1}, kann also nicht konvergieren.
Allerdings liefert der Satz von der majorisierten Konvergenz ein Kriterium, unter dem diese Folgerung korrekt ist. Konvergieren die {\displaystyle X_{n}} fast sicher und existiert eine Zufallsvariable {\displaystyle Y} mit {\displaystyle \operatorname {E} (\vert Y\vert ^{p})<\infty } und ist {\displaystyle X_{n}\leq Y} fast sicher, so konvergieren die {\displaystyle X_{n}} im {\displaystyle p}-ten Mittel gegen {\displaystyle X} und auch für {\displaystyle X} gilt {\displaystyle \operatorname {E} (\vert X\vert ^{p})<\infty }.